# Saint-Thurial
Saint-Thurial (bret. Sant-Turiav-Porc'hoed) – miejscowość i gmina we Francji, w regionie Bretania, w departamencie Ille-et-Vilaine.
Według danych na rok 1990 gminę zamieszkiwały 1273 osoby, a gęstość zaludnienia wynosiła 71 osób/km² (wśród 1269 gmin Bretanii Saint-Thurial plasuje się na 483. miejscu pod względem liczby ludności, natomiast pod względem powierzchni na miejscu 564.).